# إبراهيم محمد خليل
إبراهيم محمد خليل هو أحد المشتبه بهم في تيسير عمل تنظيم القاعدة، وقد اعتُقل في ألمانيا في يناير 2005، بناءً على ادعاءات بأنه لعب دورًا في جهود تنظيم القاعدة للتجنيد في أوروبا، واتهامات بأنه حاول شراء يورانيوم من السوق السوداء.
ويُزعم أن إبراهيم تلقى تدريبات في معسكرات عسكرية في أفغانستان. كما يُزعم أنه قاتل في أفغانستان بعد أحداث 11 سبتمبر 2001، ويُقال أيضًا إنه كان "على اتصال" مع أسامة بن لادن.
حُكم عليه بالسجن مدة سبع سنوات في ديسمبر 2007، بتهمة كونه عضوًا في تنظيم القاعدة، وذلك بعد محاكمة مثيرة للجدل استمرت 131 يومًا في محكمة في مدينة دوسلدورف.

## روابط خارجية
- "Court remands al-Qaeda suspects in custody". 25 يناير 2005. مؤرشف من الأصل في 2024-12-03. Ibrahim Mohamed K., a 29-year-old Mainz resident ... alleged to have trained at Osama bin Laden's camps in Afghanistan and have fought American forces there ... He also is believed to have tried to obtain 48 grams of uranium in Luxembourg...
- "Eine Versicherung für al-Qaida". Taz.de. 10 مايو 2006. مؤرشف من الأصل في 2007-08-26.
- Jürgen Zurheide (10 مايو 2005). "Drei Abgesandte von Al Qaida?". tagesspiegel. مؤرشف من الأصل في 2013-02-12.
- "Haft wegen Al-Qaida-Mitgliedschaft". Hamburger Abendblatt. 6 ديسمبر 2007. مؤرشف من الأصل في 2013-02-10.